# Ракова, Марина Николаевна
Ра́кова Мари́на Никола́евна (род. 7 апреля 1983, Горняк, Алтайский край)— российский госслужащий и деятель образования, автор проекта дополнительного образования школьников «Кванториум» и создатель сети из свыше 135 центров проекта в 85 регионах России. Работала в «Агентстве стратегических инициатив» и возглавляла «Фонд новых форм развития образования». В 2018—2020 годах занимала пост заместителя министра просвещения Ольги Васильевой.
В 2021 году Ракова стала обвиняемой по делу о мошенничестве с госконтрактами и растрате 50 млн рублей. Фигурантами дела Раковой стали ректор «Шанинки» Сергей Зуев и глава РАНХиГС Владимир Мау.

## Биография

### Семья и образование
Марина Ракова родилась в городе Горняк Алтайского края 7 апреля 1983 года. С 1989 по 2000 год училась в барнаульской гимназии № 74, принимала участие в международных конкурсах и соревнованиях, включая Intel ISEF и European contest for young scientists. К 15 годам Ракова написала 30 теорем по классической планиметрии и завоевала множество наград, в том числе диплом Российского молодёжного политехнического общества и второе место на конкурсе «Лучшая научная презентация исследовательской работы на английском языке». В сентябре 2000 года была включена в делегацию России на соревновании Европейского союза в Амстердаме. В 1998 году по приглашению ректора Игоря Фёдорова была без экзаменов зачислена в МГТУ имени Баумана, где изучала фундаментальную математику. По сведениям «Российской газеты», Ракова была отчислена из университета и в 2000 году переехала в Барнаул, где с 2002 по 2005 год была зарегистрирована как индивидуальный предприниматель. Позднее изучала сравнительно-правовой анализ в Алтайской академии экономики и права.
Является автором монографии «Сравнительно-правовой анализ миграционной политики стран Евросоюза и России».

### Карьера

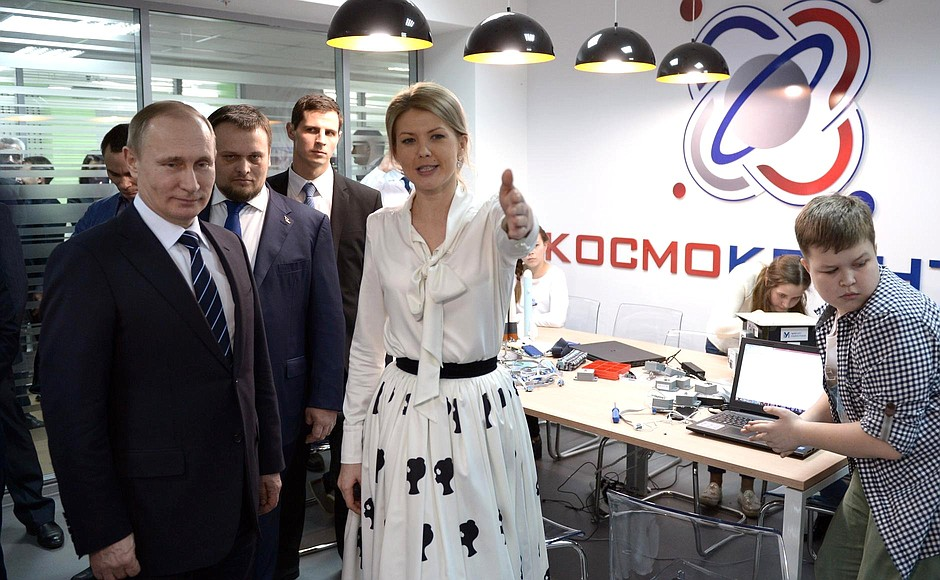
Президент России Владимир Путин и Марина Ракова в «Кванториуме» города Набережные Челны, 2016

С 2014 года Ракова пришла на работу в «Агентство стратегических инициатив», где занялась программой «Новая модель дополнительного образования детей». Пилотный проект инициативы был подписан президентом России 18 июня 2015 года, а с 2017 стал реализовываться Минобрнауки РФ как приоритетный.
В 2016 году Ракова стала главой «Фонда новых форм развития образования», а в декабре того же года учредила сеть детских технопарков «Кванториум». К 2021 году сеть «Кванториумов» насчитывала 135 учебных центров в 84 регионах России, в каждом из которых проводились программы бесплатного дополнительного образования детей по 13 направлениям в сферах робототехники, программирования, микробиологии, 3d-моделирования и т. п. Центры оснащались самым современным оборудованием, 50 % средств на которое выделял федеральный бюджет, 20 % — региональный, а ещё 30 % — спонсоры из числа крупнейших компаний страны — «Газпром», «Росатом», «Камаз», «Сибур», РЖД, «Северсталь». При Раковой «Фонд новых форм развития образования» получил, по разным источникам, от 2,8 до 3,2 млрд рублей субсидий за 2016—2018 годы, на открытие одного «Кванториума» уходило в среднем 104,5 млн рублей.
В 2018 году Ракова получила премию «Экономист года» Вольного экономического общества.
15 октября 2018 года Марина Ракова была назначена на пост заместителя министра просвещения Российской Федерации. Одним из ключевых направлений её деятельности стал национальный проект «Образование», направленный на модернизацию и цифровизацию российских школ. На новом посту она также продолжила руководить «Кванториумами». Однако, уже в 2020 году Ракова покинула Министерство образования. С марта 2020 по октябрь 2021 года она занимала пост вице-президента «Сбербанка» и курировала «Цифровые образовательные платформы». В мае 2021 года Ракова представляла сторону «Сбербанка» в сделке по покупке 25 % акций издательства «Просвещение».

## Уголовное дело
3 августа 2021 года исполняющая обязанности гендиректора «Фонда развития новых форм образования» Юлия Пономарева написала заявление о мошенничестве в отношении неустановленных лиц и контрактов, которые в 2019 году ФНФРО заключил с «Шанинка». Экспертиза, заказанная МВД по материалам в рамках контрактов с «Шанинкой», была запрошена следствием ещё в июле 2021-го, за месяц до того, как было подано завление Пономарёвой. Качество исследования проверяла Российская академия образования, управляемая бывшей начальницей Раковой Ольгой Васильевой. Во время совместной работы у женщин, по свидетельствам СМИ, был острый конфликт.
В сентябре 2021 года против Раковой было возбуждено уголовное дело о хищении свыше 50 млн рублей. По версии следствия, в 2019 году Ракова с сообщниками похитили 21 млн рублей, предназначавшихся программе «Учитель будущего», участвовала в фиктивном трудоустройстве 12 работников Минпросвещения на должности научных сотрудников в РАНХиГС, а также фиктивно трудоустроила своего гражданского мужа в «Фонд развития новых форм образования», что повлекло ущерб в 9 млн рублей. В конце сентября года в доме Раковой был проведён обыск, 30 сентября она не явилась на допрос в Следственный комитет и 1 октября была объявлена в розыск. После исчезновения Раковой были арестованы руководители программы Сбера «Цифровые платформы образования» Максим Инкин и Евгений Зак, а также бывшая сотрудница «Фонда новых форм развития образования» Кристина Крючкова, на тот момент занимавшая должность исполнительного директора «Шанинки». 6 октября был арестован гражданский муж Раковой Артур Стеценко. На следующий день Ракова пришла в Главное следственное управление МВД на допрос, после чего была заключена под домашний арест. 7 октября Тверской суд Москвы изменил меру пресечения, отправив Ракову в СИЗО. Тем временем, представители «Сбербанка» заявили, что она не является сотрудником компании с 4 октября 2021. Спустя неделю после ареста Раковой, 12 октября по её делу был арестован ректор Шанинки Сергей Зуев.
По отзывам экспертов, а также представителей Шанинки, все услуги и обязательства по контрактам между вузом и ФНФРО были выполнены в полном объёме, однако ненадлежащим образом задокументированы, и потому фигурантам вменяется похищение всей суммы. Глава «Руси Сидящей» Алексей Фёдоров прокомментировал в СМИ ситуацию, объяснив, что вузы с безупречной репутацией систематически попадают «в такие истории», так как «часто невозможно всё оформить правильно». Ракова, как и остальные фигуранты дела, отрицали все обвинения. Признательные показания по делу дала только Крючкова, после чего она была переведена под домашний арест, в то время как остальные обвиняемые были оставлены в СИЗО несмотря на многочисленные апелляции защиты. Дело Раковой вызвало широкий общественный резонанс, открытые письма в поддержку Сергея Зуева с требованием перевести его из СИЗО подписали 59 академиков РАН и более 200 студентов и преподавателей «Шанинки».
По информации The Bell, в период работы в Министерстве образования у Раковой возник конфликт не только с министром просвещения Ольгой Васильевой, но также с Сергеем Кравцовым и с руководством издательства «Просвещение», монополиста рынка учебной литературы, которое также поставляет в школы и компьютерное оборудование. Источники The Bell сообщили, что уже работая в «Сбербанке» Ракова продвигала цифровизацию образования и переход на бесплатные цифровые материалы вместо печатных. Её проект «СберКласс» планировали включить в список цифровых издателей наряду с «Просвещением», которое ранее получало до 30 млрд рублей выручки ежегодно за печать учебных пособий. Журналисты характеризуют «дело Раковой» как «передел рынка учебников».
7 июня 2022 года на допросе Ракова признала вину, после чего её показания были оформлены как явка с повинной. Она также выразила готовность возместить вменяемый ей ущерб и дала показания на нового фигуранта дела — ректора РАНХиГС Владимира Мау. Суд, тем не менее, отказал защите в переводе Раковой под домашний арест и продлил срок её заключения в СИЗО ещё на два месяца. 14 октября 2022 года с Владимира Мау сняли все обвинения и прекратили дело «в связи с его непричастностью к преступлению». 3 ноября 2022 года суд удовлетворил прошение о смене меры пресечения фигурантам, Раковой и Зуеву арест заменили на запрет определённых действий сроком до 7 февраля 2023 года.
17 января 2023 года было объявлено о завершении расследования, обвиняемые и их адвокаты подписали протокол об окончании ознакомления с 98 томами материалов. После утверждения обвинительного заключения прокуратурой начнётся рассмотрение в суде.
19 марта 2024 года суд приговорил Ракову к 5 годам лишения свободы в колонии общего режима со штрафом 900 000 рублей.

## Комментарии
1. ↑  С 13 октября 2021 года находился под следствием по делу о хищении бюджетных средств, с 9 ноября 2021 содержался в СИЗО. По свидетельству адвокатов защиты, после трёх операций на сердце здоровье Зуева при отсутствии надлежащего медицинского ухода необратимо ухудшалось, к февралю 2022 года он не мог встать без посторонней помощи. Был переведён под домашний арест после дачи признательных показаний 3 августа 2022 года.